# Fulleren
Fulleren  es una localidad y comuna francesa, situada en el departamento de Alto Rin, en la región  de Alsacia.

## Demografía
| 246 | 259 | 244 | 285 | 290 | 331 |
| Para los censos de 1962 a 1999 la población legal corresponde a la población sin duplicidades (Fuente: INSEE [Consultar]) |     |     |     |     |     |

## Personajes célebres
- Antoine Waechter, político, presidente del Mouvement écologiste indépendant.